# Ludwig V. von Helfenstein-Wiesensteig
Ludwig V. Graf von Helfenstein-Wiesensteig, auch Ludwig Helferich von Helfenstein (* 13. November 1493; † 17. April 1525 in Weinsberg), war ein Spross aus dem Geschlecht der Grafen von Helfenstein, österreichischer Obervogt in Württemberg und Opfer der Weinsberger Bluttat.

## Leben
Geboren wurde Ludwig als jüngerer Sohn des Grafen Ludwig IV. von Helfenstein-Wiesensteig († 1538) und dessen Ehefrau Elisabeth von Limpurg-Speckfeld-Obersontheim, einer Tochter von Georg I. Schenk von Limpurg und dessen Ehefrau Margareta von Zollern-Hohenberg. Ludwig beschritt zunächst eine kirchliche Laufbahn und wurde Domherr in Bamberg (1507–1513 resigniert), Köln (1508) und Straßburg (1511, 1514 resigniert). Nachdem er in französische Militärdienste getreten war, wurde 1514 über ihn die Reichsacht verhängt. 1517 heiratete Ludwig die Witwe des Burggrafen von Thaur Johann von Hille (auch von Hilla oder von Hillen), Margareta, eine natürliche Tochter Kaiser Maximilians I. aus dessen Beziehung mit Margareta von Edelsheim. Das Paar hatte zwei Söhne, Ludwig (früh verstorben) und Maximilian (* 1522 oder 1523; † 15. Juni 1555).

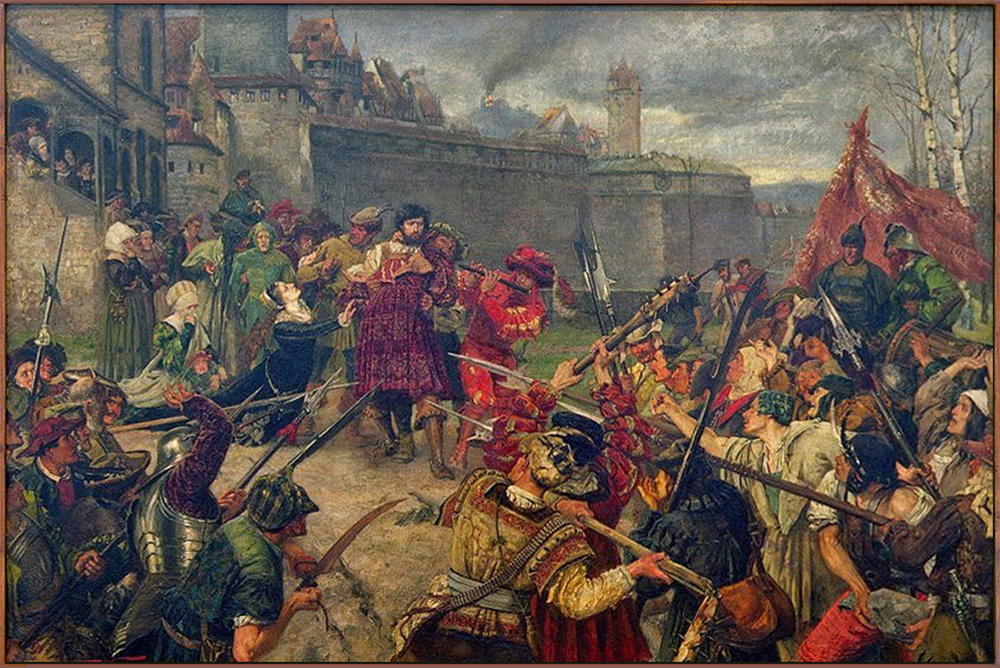
Weinsberger Bluttat, Historiengemälde von Fritz Neuhaus, 1879

Nunmehr in der Gunst des Kaisers und des Erzherzogs Ferdinand stehend wurde Ludwig Pfleger auf der Burg Thaur in Tirol. 1524 stieg er zum Obervogt der vorderösterreichischen Besitzungen in Württemberg auf und nahm seinen Dienstsitz auf der Burg Weinsberg. Im Zuge des Deutschen Bauernkrieges kam es 1525 unter Führung von Jäcklein Rohrbach und Margarete Renner auch zum Aufbegehren von Bauern seines Amtsbezirks. Daher begab sich Ludwig nach Stuttgart, dem Sitz der damaligen österreichischen Regierung im Herzogtum Württemberg, und wurde wegen Verstärkungen für Weinsberg vorstellig. Mit 16 Rittern und 60 Reisigen kehrte er nach Weinsberg zurück. Auf diesem Weg wurden Bauern, die des Aufbegehrens verdächtigt wurden, niedergemacht. Zu Ostern kam es zu Burg und Stadt Weinsberg zum Kampf mit einem bewaffneten Haufen von Bauern, in dessen Verlauf Ludwig am 16. April 1525 verletzt wurde und mit seinen Mannen in die Gefangenschaft der Bauern geriet. Trotz eines Lösegeldangebotes von 30.000 Gulden und trotz flehentlicher Bitten von Margareta, ihren Gatten zu verschonen, verurteilten sie Ludwig und seine noch lebenden Unterstützer zum Tode. Die Todesstrafe wurde dadurch vollzogen, dass die Bauern die Verurteilten am Ostermontag früh unter Trommel- und Pfeifenklang vor die Stadt schleppten und durch die Spieße jagten. Das Ereignis veranlasste Martin Luther zu der Schrift Wider die Mordischen und Reubischen Rotten der Bawren.
Ludwigs Witwe, die von den aufständischen Bauern mit ihrem Sohn Maximilian auf einem Mistwagen nach Heilbronn geschickt worden war, zog später zu ihrem Bruder Georg von Österreich und verstarb in Lüttich.